# 城關鎮 (鄰水縣)
城關鎮，是四川省鄰水縣下轄的一個鎮級行政單位.

## 沿革[1]
- 1956年5月，城關區人民政府改稱城關鎮人民委員會。
- 1966年5月「文革」開始後，城關鎮人民委員會工作受到干擾。
- 1967年上海「一月風暴」後，鎮人民委員會無法堅持工作，處於半癱瘓狀態。3月，在鎮人武部主持下，建立了城關鎮生產辦公室，代行區政府職能。
- 1968年11月26日。經縣人武部黨委批准，城關鎮革命委員會成立，實行「一元化」領導．文化大革命」剛結束時，各項工作還未完全理順，城關鎮革委會仍然履行著行政領導職能。
- 1981年3月，縣委決定撤銷城關鎮革委。建立城關鎮人民政府。同年12月，達縣地區行署將城關鎮人民政府改為鼎屏鎮人民政府。